# Arroyo Colla
El arroyo Colla es un pequeño curso de agua uruguayo que atraviesa el departamento de Colonia perteneciente a la Cuenca del Plata.
Nace en la cuchilla Grande
, desemboca en el río Rosario tras recorrer alrededor de 23 km.
En su orilla se ubica la ciudad de Rosario del Colla.

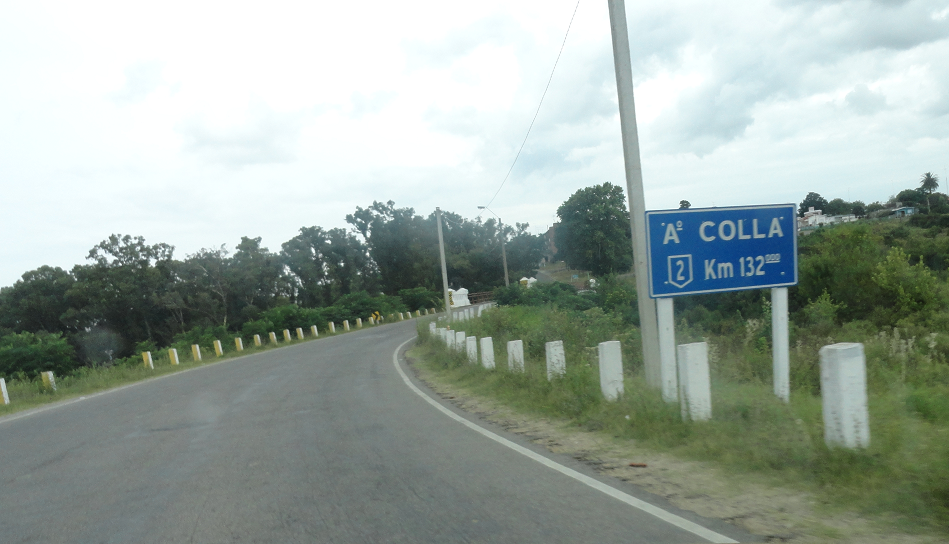
Arroyo Colla, Rosario del Colla, Colonia Uruguay DSC06934 25%